# Filmjahr 1912
Liste der Filmjahre

◄◄ | ◄ | 1908 | 1909 | 1910 | 1911 | Filmjahr 1912 | 1913 | 1914 | 1915 | 1916 | ► | ►►

Weitere Ereignisse

## Ereignisse

### Deutschland

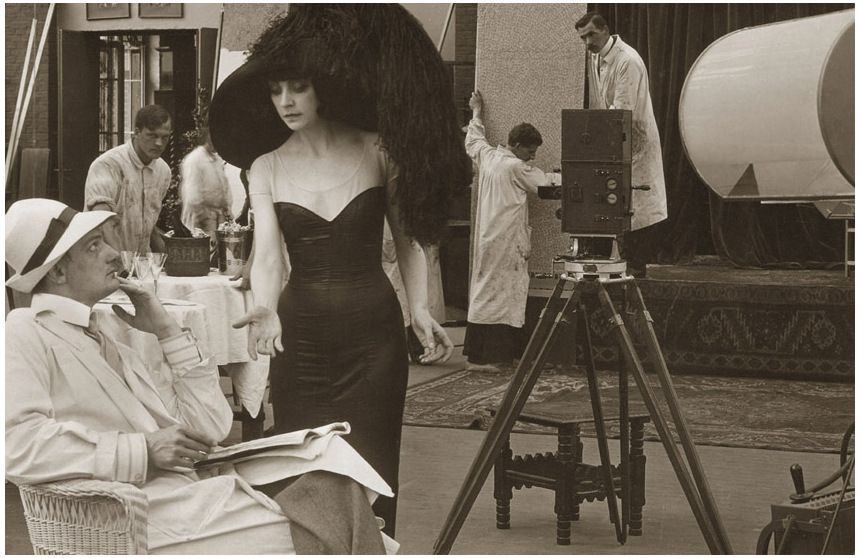
Urban Gad und Asta Nielsen am Set von Der Totentanz

- 12. Februar: Im neu errichteten „Glashaus“ in Neubabelsberg, aus dem später das Filmstudio Babelsberg hervorgehen wird, beginnen die Dreharbeiten zum Stummfilm Der Totentanz von Urban Gad mit Asta Nielsen in der Hauptrolle. Die Produktion wird in wenigen Tagen abgeschlossen. Der Film wird am 15. Juli mit einem Jugendverbot belegt. Am 7. September hat er seine Uraufführung.
- Weitere sieben Filme von Urban Gad mit Asta Nielsen haben ihre Uraufführung, darunter Die Macht des Goldes (3. Februar), Die arme Jenny (2. März), Zu Tode gehetzt (13. April), Die Kinder des Generals (5. Oktober) und Wenn die Maske fällt (1. November). Alle werden aus unterschiedlichen Gründen mit Jugendverbot belegt. Einige dieser Filme werden auch internationale Erfolge.

### Österreich
- 5. März: Mit Der Unbekannte erscheint die erste Großproduktion Österreichs in den Kinos. Zugleich ist es die bisher längste österreichische Filmproduktion. Die Regisseurin Luise Kolm, die neben Hans Lackner auch die Hauptrolle spielt, ist die zweite Filmregisseurin der Welt. Die Geschichte basiert auf einem Drama von Oskar Bendiener, der auch das Drehbuch verfasste.
- Um eine scheinbare Plastizität der Filmbilder zu erreichen, rufen die Wiener Karl Juhasz und Franz Haushofer die Wiener Kinoplastikon Ges.m.b.H. in einem Theater am Naschmarkt, das spätere „Wienzeile Kino“, ins Leben. Die Filmleinwand befindet sich auf einer eigenen, dekorierten Bühne. Die Wiener Kunstfilm-Industrie produziert 1913 mehrere kolorierte Titel eigens für dieses Theater. Da der Erfolg jedoch ausbleibt, besteht das Theater nicht lange, und die Idee wird wieder vergessen.[1]
- Wien erhält ein eigenes Kinogesetz, die Kinematographenverordnung. Jeder Kinobesitzer benötigt eine Konzession.
- In Wien wird der Internationale Kinematographenkongreß abgehalten. Vertreter österreichischer Film- und Kinoverbände treten in ihren Reden vehement gegen das Verbot der Mitwirkung von Bühnenschauspielern an Filmen, gegen die Filmzensur und für eine Anerkennung des Films als Kunstgattung ein.

### Weitere Ereignisse weltweit
- 10. April: Die Titanic startet ihre Jungfernfahrt und sinkt am 14. April. Der Mythos Titanic wird Thema für einige Filme, die Filmgeschichte schreiben.

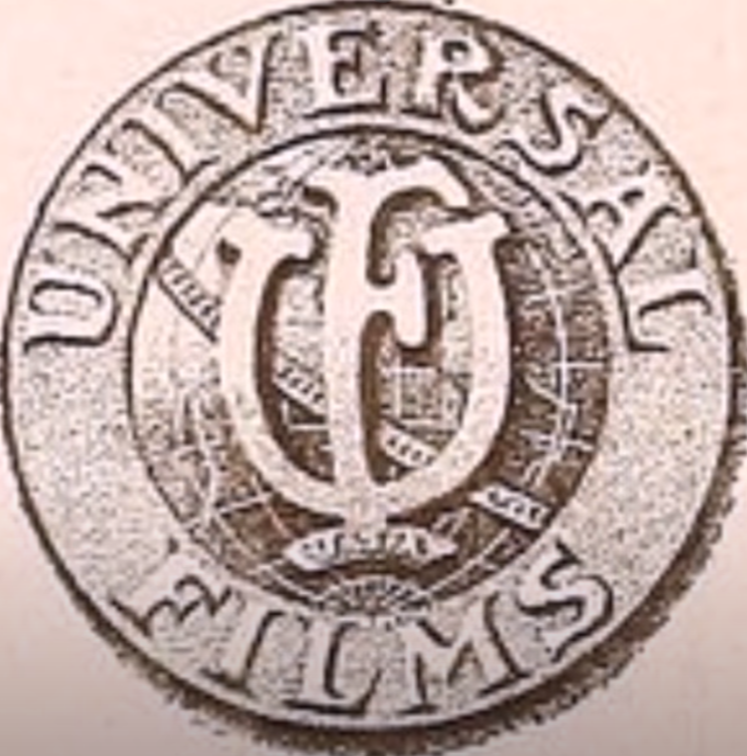
Universal Logo 1912

- 30. April: Carl Laemmle, Mark Dintenfass, Charles O. Baumann, Adam Kessel, Pat Powers, William Swanson, David Horsley, Robert H. Cochrane und Jules Brulatour gründen die Universal Film Manufacturing Company.
- 8. Mai:  William Wadsworth Hodkinson, Adolph Zukor, Jesse L. Lasky gründen die Famous Players Film Company.

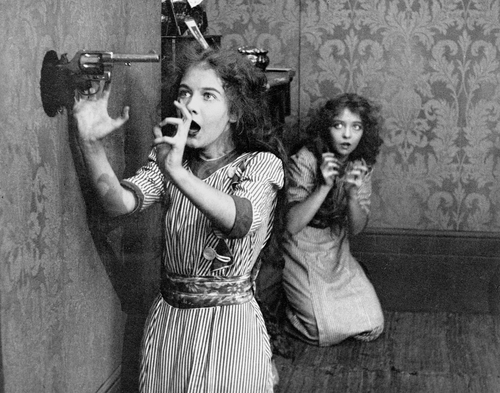
Lillian und Dorothy Gish in
An Unseen Enemy

- 9. September: Der Kriminalfilm An Unseen Enemy von David Wark Griffith hat seine Uraufführung. Die Schwestern Lillian und Dorothy Gish haben darin ihr Leinwanddebüt.
- 28. Dezember: Der Stummfilm Das Mirakel von Regisseur Max Reinhardt hat in London Premiere. Das Drehbuch stammt von Karl Gustav Vollmoeller nach seinem gleichnamigen Bühnenstück. Das Werk, das wenig später in den USA und 1914 in Deutschland Premiere feiert, entwickelt sich zu einem Longseller.
- William Wadsworth Hodkinson gründet die Filmverleihfirma Progressive Company.
- Der Oberste Gerichtshof der Vereinigten Staaten hebt das Patent der Motion Picture Patents Company zur Filmherstellung auf.
- Mack Sennett gründet die Filmgesellschaft Keystone Studios. Die Slapstick-Truppe Keystone Kops hat in dem Spielfilm Hoffmeyer's Legacy ihren ersten Auftritt.

## Geboren

### Januar bis März
- 01. Januar: Piero Pierotti, italienischer Regisseur († 1970)
- 08. Januar: Imai Tadashi, japanischer Regisseur († 1991)
- 08. Januar: José Ferrer, US-amerikanischer Schauspieler und Regisseur († 1992)
- 11. Januar: Don Barry, US-amerikanischer Schauspieler († 1980)
- 11. Januar: Nick Cravat, US-amerikanischer Schauspieler († 1994)
- 15. Januar: Kenyon Hopkins, US-amerikanischer Komponist († 1983)
- 28. Januar: Ursula Herking, deutsche Schauspielerin († 1974)

- 02. Februar: Stefan Schnabel, deutscher Schauspieler († 1999)
- 04. Februar: James Craig, US-amerikanischer Schauspieler († 1985)
- 12. Februar: Eric Barker, britischer Schauspieler († 1990)
- 17. Februar: Peter Mosbacher, deutscher Schauspieler († 1977)
- 19. Februar: Saul Chaplin, US-amerikanischer Komponist († 1998)
- 01. März: Ina Benita, polnische Schauspielerin († 1984)

- 13. März: Carl Raddatz, deutscher Schauspieler († 2004)
- 21. März: Peter Bull, britischer Schauspieler († 1984)

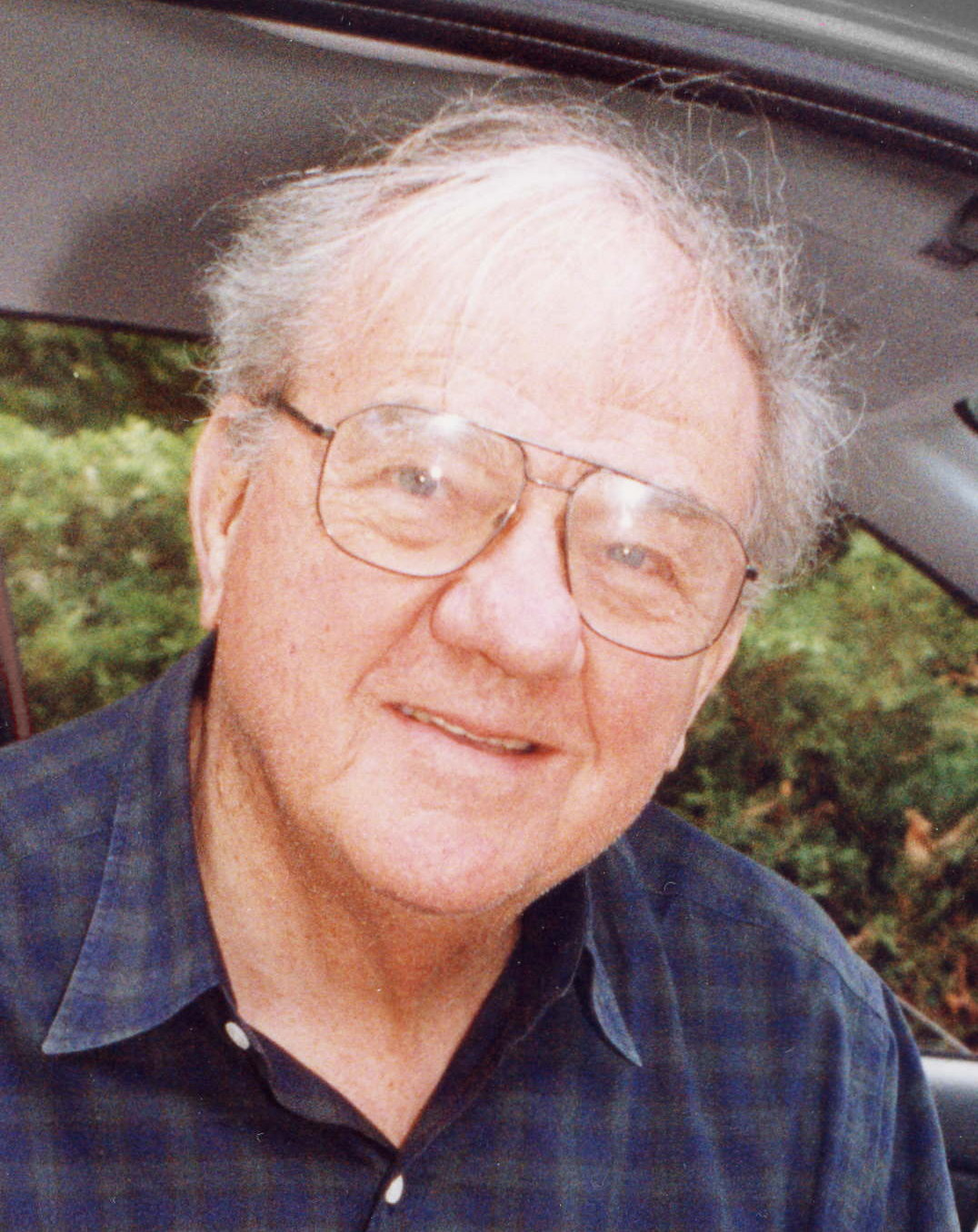
Karl Malden (* 22. März)

- 22. März: Karl Malden, US-amerikanischer Schauspieler († 2009)
- 22. März: Wilfrid Brambell, irischer Schauspieler († 1985)

### April bis Juni
- 05. April: John Le Mesurier, britischer Schauspieler († 1983)
- 08. April: Walentin Chorell, finnlandschwedischer Drehbuchautor († 1983)
- 08. April: Sonja Henie, norwegische Schauspielerin († 1969)
- 11. April: Gusti Wolf, österreichische Schauspielerin († 2007)
- 12. April: Georges Franju, französischer Regisseur († 1987)
- 16. April: Catherine Scorsese, US-amerikanische Schauspielerin († 1997)
- 17. April: Marta Eggerth, ungarische Schauspielerin († 2013)
- 18. April: Wendy Barrie, britische Schauspielerin († 1978)
- 21. April: Marcel Camus, französischer Regisseur († 1982)
- 22. April: Shindō Kaneto, japanischer Drehbuchautor und Regisseur († 2012)
- 27. April: Zohra Segal, indische Schauspielerin († 2014)
- 29. April: Richard Carlson, US-amerikanischer Schauspieler († 1977)

- 06. Mai: Bill Quinn, US-amerikanischer Schauspieler († 1994)
- 09. Mai: Pedro Armendáriz, mexikanischer Schauspieler († 1963)

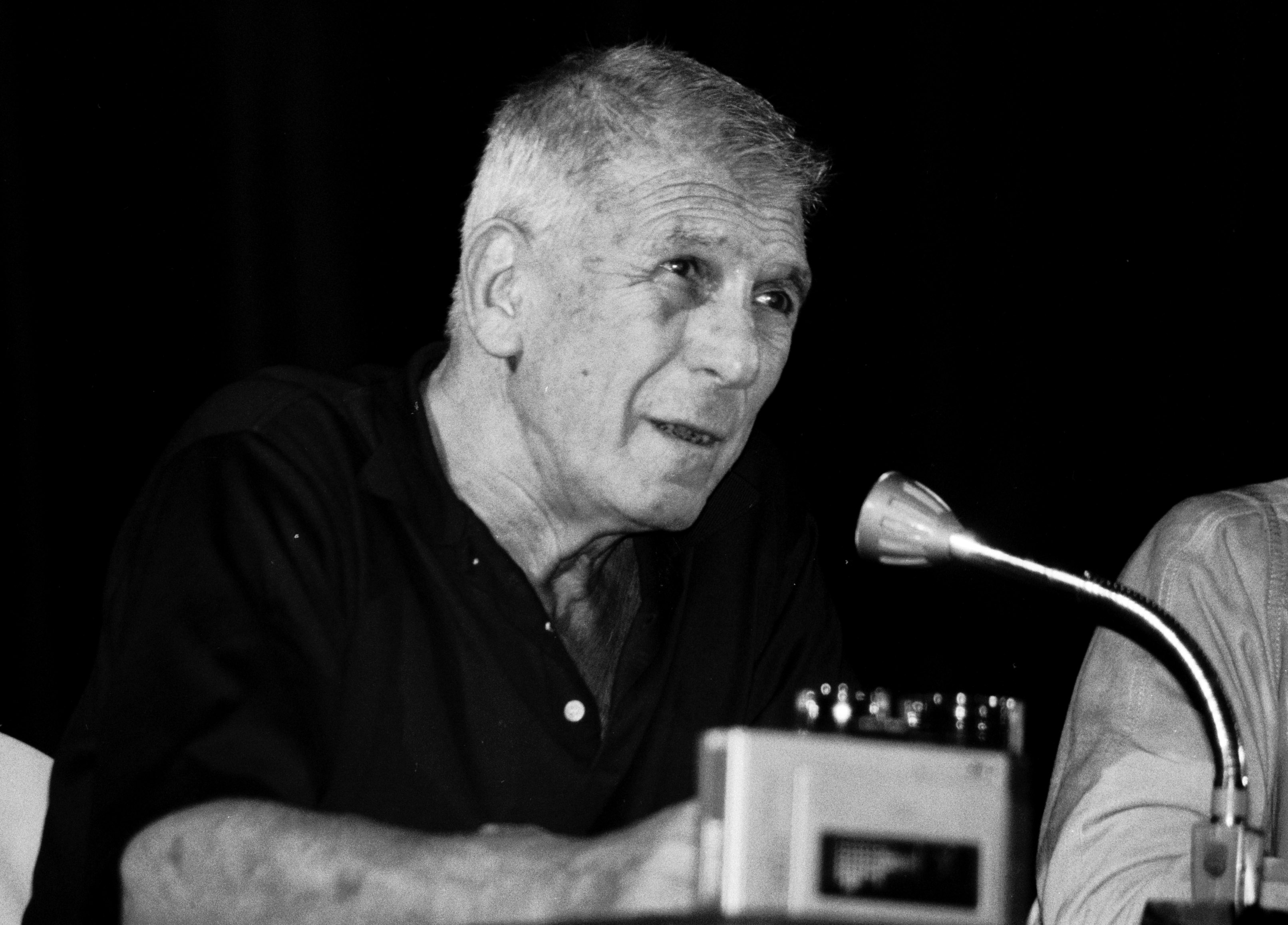
Richard Brooks (* 18. Mai)

- 18. Mai: Richard Brooks, US-amerikanischer Regisseur († 1992)
- 18. Mai: Perry Como, US-amerikanischer Schauspieler und Sänger († 2001)
- 23. Mai: Marius Goring, britischer Schauspieler († 1998)
- 26. Mai: Jay Silverheels, kanadischer Schauspieler und Dichter († 1980)
- 28. Mai: John Payne, US-amerikanischer Schauspieler († 1989)
- 30. Mai: Hugh Griffith, walisischer Film- und Theaterschauspieler († 1980)
- 31. Mai: Otto Kurth, deutscher Schauspieler und Regisseur († 1996)

- 01. Juni: Wolfgang Büttner, deutscher Schauspieler († 1990)
- 04. Juni: Maria Andergast, deutsche Schauspielerin († 1995)

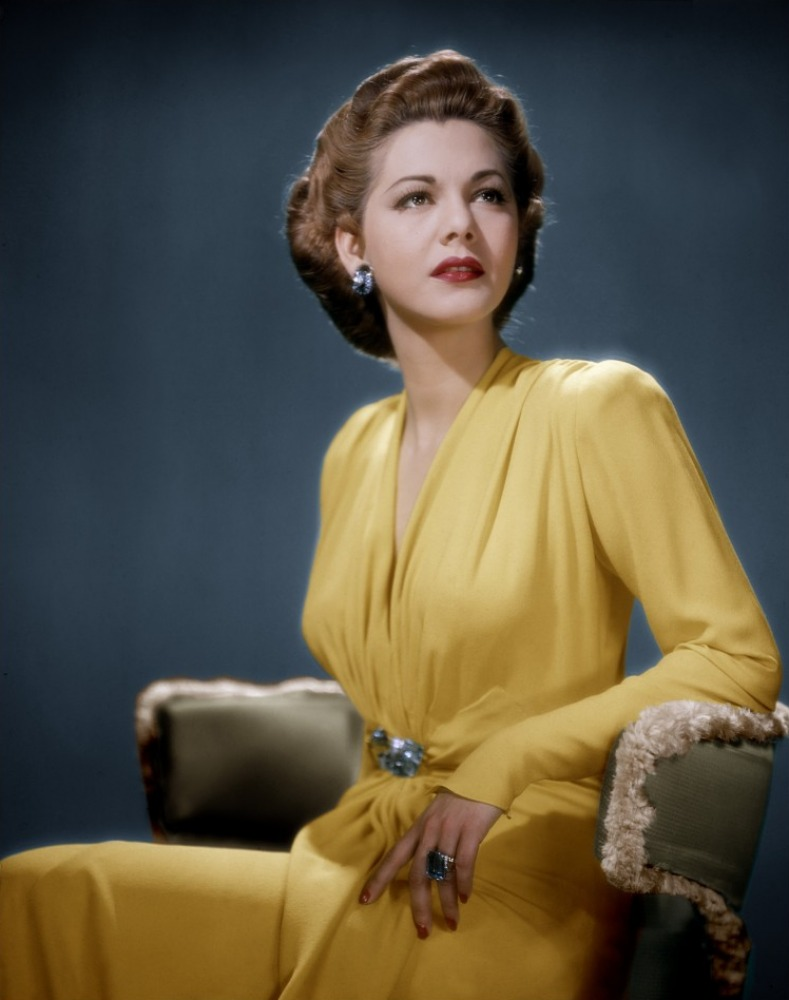
Maria Montez (* 6. Juni)

- 06. Juni: María Montez, dominikanische Schauspielerin († 1951)
- 08. Juni: Henry Brandon, US-amerikanischer Schauspieler († 1990)
- 08. Juni: Frank McCarthy, US-amerikanischer Produzent († 1986)
- 11. Juni: James Algar, US-amerikanischer Zeichentrickfilmer, Regisseur und Produzent († 1998)
- 13. Juni: Samuel A. Taylor, US-amerikanischer Drehbuchautor († 2000)
- 13. Juni: Arthur Weiss, US-amerikanischer Drehbuchautor und Fernsehproduzent († 1980)
- 17. Juni: Carl Lerner, US-amerikanischer Regisseur und Filmeditor († 1973)
- 22. Juni: Walter Wottitz, französischer Kameramann († 1986)

### Juli bis September
- 04. Juli: Viviane Romance, französische Schauspielerin († 1991)

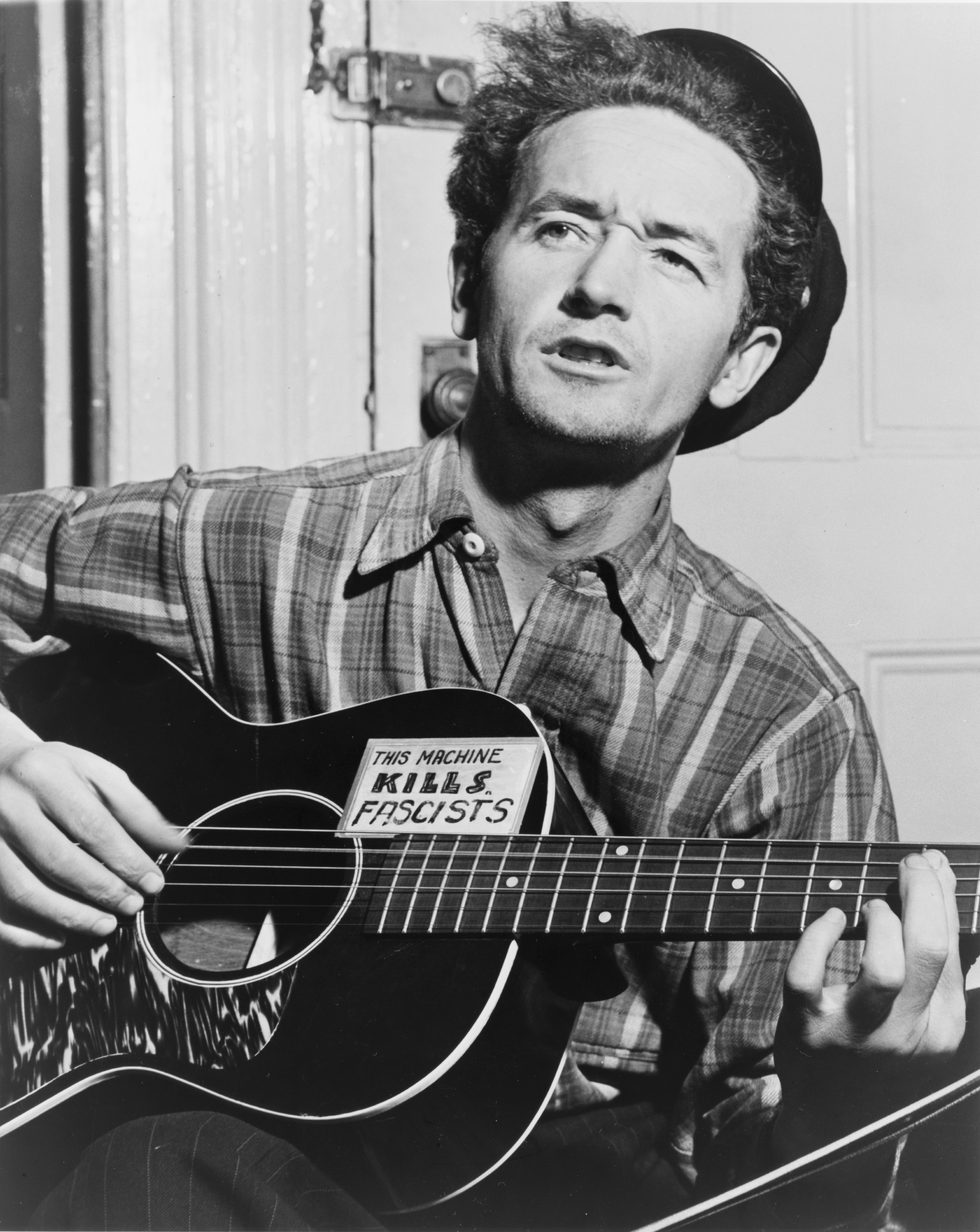
Woody Guthrie, 1943

- 11. Juli: Aino Taube, schwedische Schauspielerin († 1990)
- 14. Juli: Woody Guthrie, US-amerikanischer Singer-Songwriter († 1967)
- 23. Juli: Michael Wilding, britischer Schauspieler († 1979)

- 01. August: Henry Jones, US-amerikanischer Schauspieler († 1999)
- 02. August: Ann Dvorak, US-amerikanische Schauspielerin († 1979)
- 08. August: Daniel Mann, US-amerikanischer Regisseur († 1991)

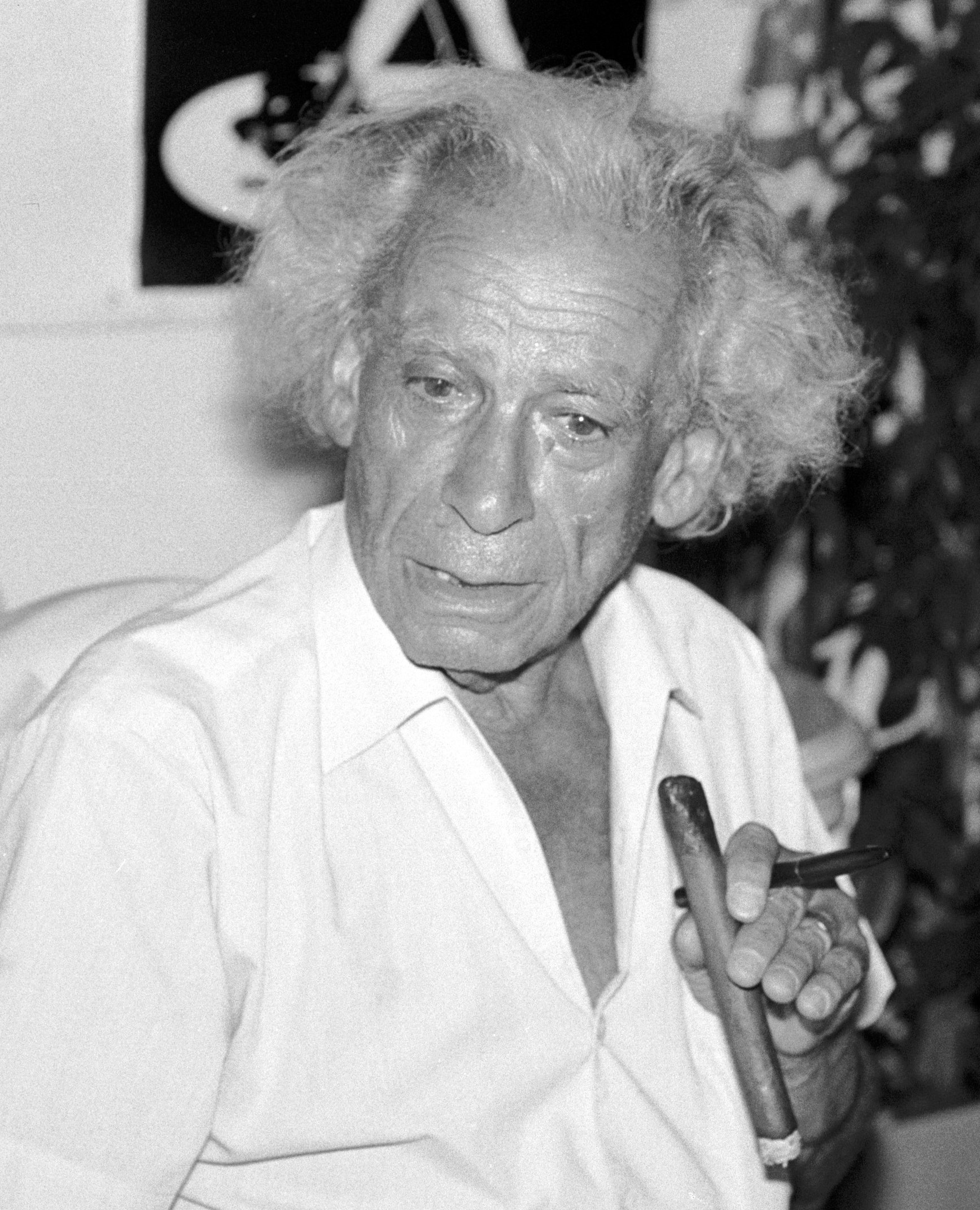
Samuel Fuller (* 12. August)

- 12. August: Samuel Fuller, US-amerikanischer Regisseur († 1997)
- 15. August: Wendy Hiller, britische Schauspielerin († 2003)
- 18. August: Kurt Meisel, österreichischer Schauspieler († 1994)
- 19. August: Constance Worth, australische Schauspielerin († 1963)
- 21. August: Arthur P. Schmidt, US-amerikanischer Filmeditor († 1965)

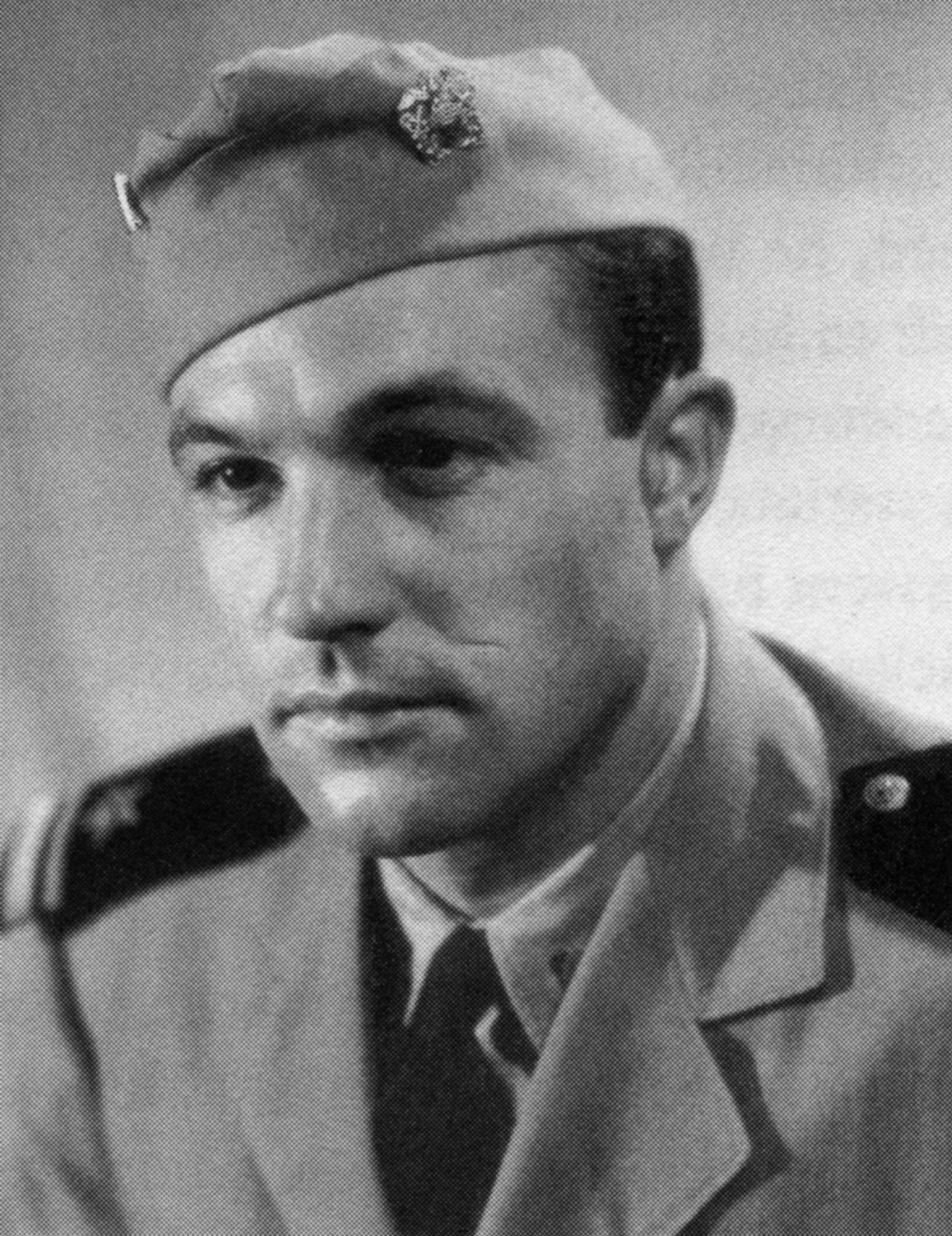
Gene Kelly (* 23. August)

- 23. August: Gene Kelly, US-amerikanischer Schauspieler († 1996)
- 26. August: Werner Dissel, deutscher Schauspieler († 2003)
- 29. August: Barry Sullivan, US-amerikanischer Schauspieler († 1994)

September
- 05. September: Kristina Söderbaum, schwedische Schauspielerin († 2001)
- 08. September: Alexander Mackendrick, US-amerikanischer Regisseur († 1993)
- 12. September: Henry Wilson Allen, US-amerikanischer Schriftsteller und Drehbuchautor († 1991)
- 13. September: Reta Shaw, US-amerikanische Schauspielerin († 1982)
- 17. September: Irena Kwiatkowska, polnische Schauspielerin († 2011)
- 21. September: Chuck Jones, US-amerikanischer Zeichentrickfilmregisseur († 2002)
- 22. September: Martha Scott, US-amerikanische Schauspielerin († 2003)
- 29. September: Lukas Ammann, schweizerischer Schauspieler († 2017)

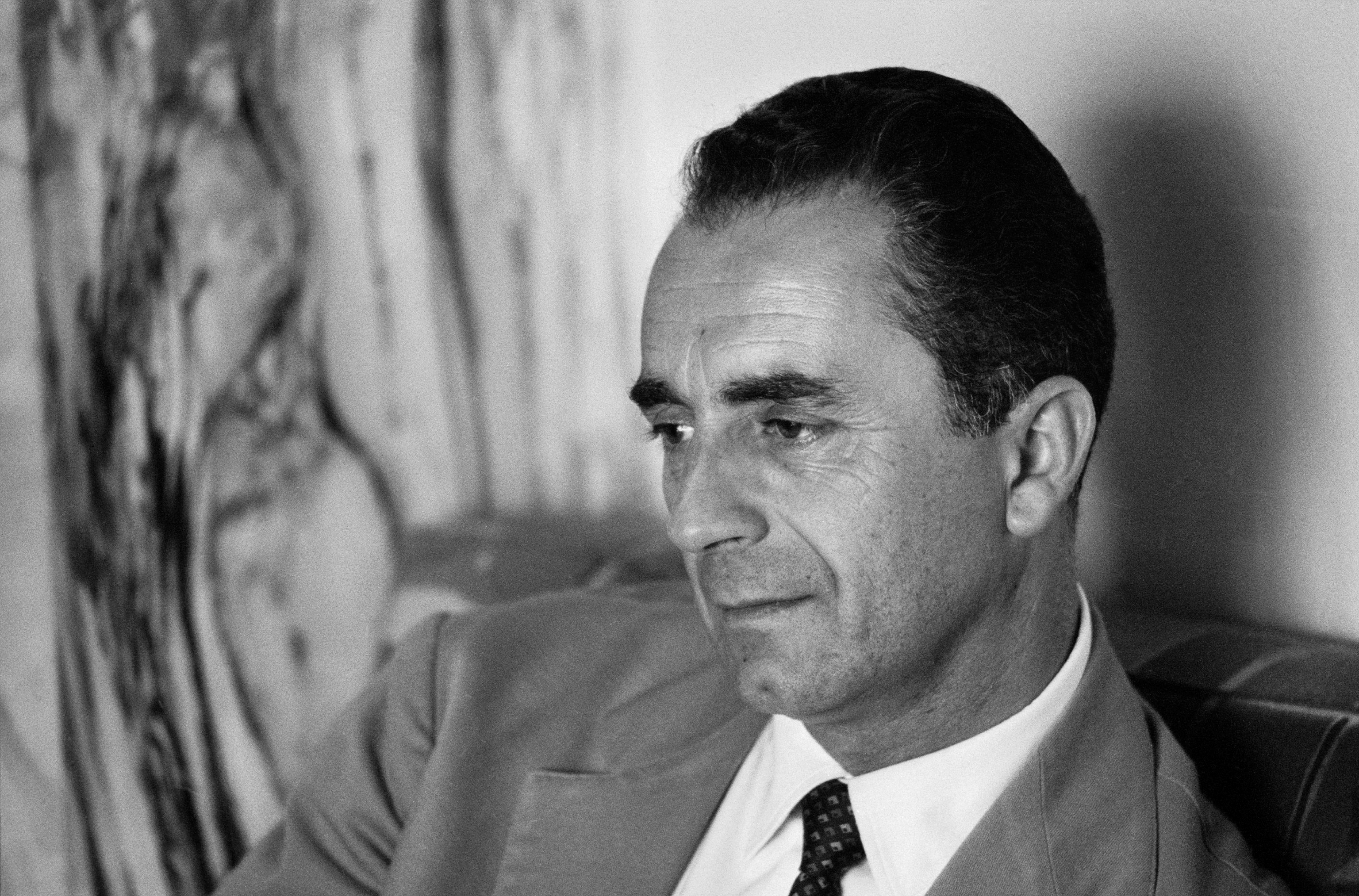
Michelangelo Antonioni (* 29. September)

- 29. September: Michelangelo Antonioni, italienischer Regisseur († 2007)

### Oktober bis Dezember
- 13. Oktober: Cornel Wilde, US-amerikanischer Schauspieler († 1989)
- 15. Oktober: Ettore Giannini, italienischer Schauspieler, Drehbuch- und Dialogautor († 1990)
- 16. Oktober: Lotti Huber, deutsche Schauspielerin († 1998)
- 16. Oktober: Maidie Norman, US-amerikanische Schauspielerin († 1998)
- 26. Oktober: Don Siegel, US-amerikanischer Regisseur († 1991)
- 31. Oktober: Dale Evans, US-amerikanische Schauspielerin († 2001)
- 31. Oktober: Ollie Johnston, US-amerikanischer Trickfilmzeichner († 2008)

- 08. November: June Havoc, US-amerikanische Schauspielerin († 2010)
- 16. November: George O. Petrie, US-amerikanischer Schauspieler († 1997)

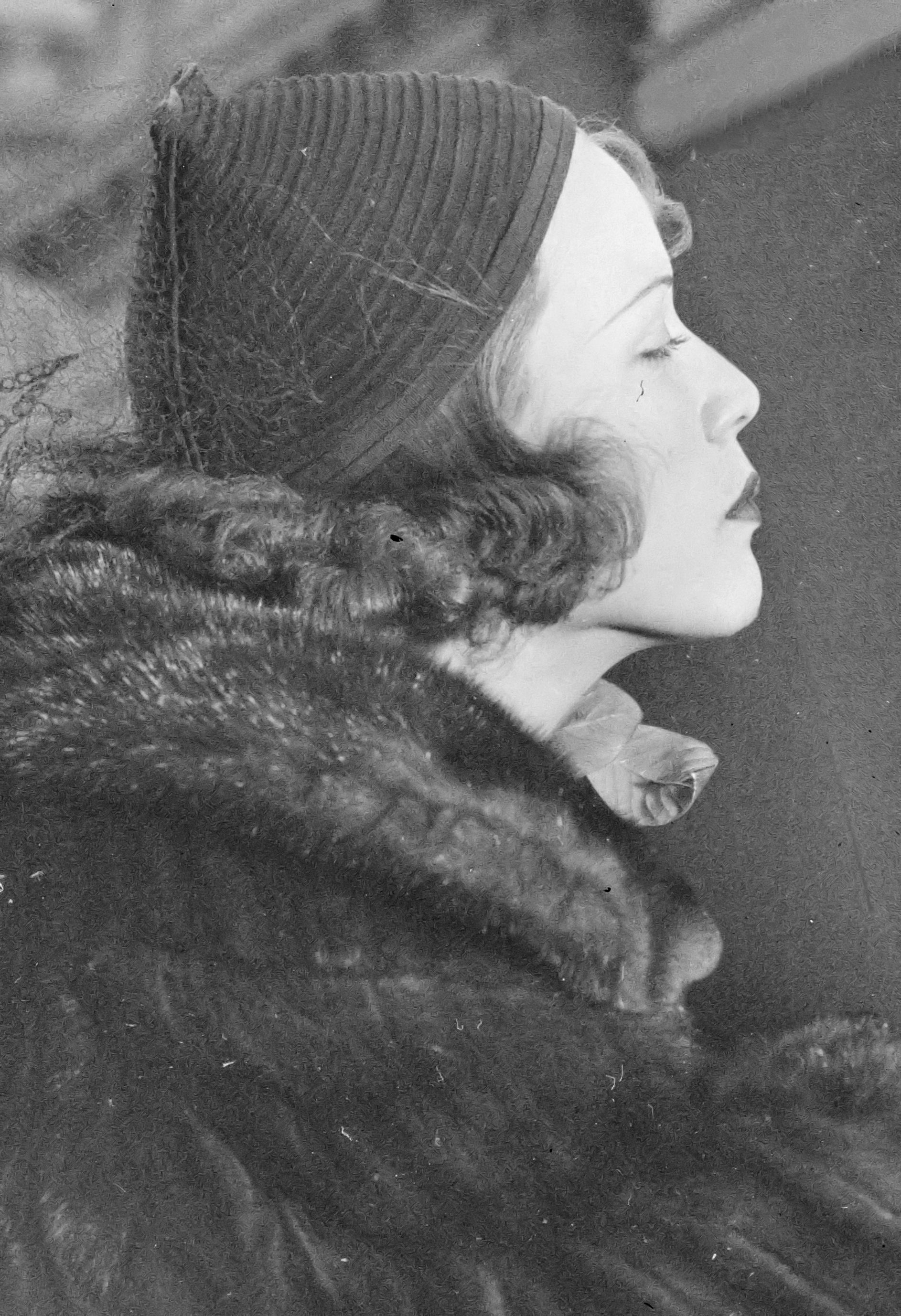
Eleanor Powell (* 21. November)

- 21. November: Eleanor Powell, US-amerikanische Schauspielerin († 1982)
- 24. November: Garson Kanin, US-amerikanischer Drehbuchautor († 1999)
- 27. November: Connie Sawyer, US-amerikanische Schauspielerin († 2018)
- 30. November: Gordon Parks, US-amerikanischer Regisseur († 2006)

- 05. Dezember: Keisuke Kinoshita, japanischer Regisseur († 1998)
- 11. Dezember: Carlo Ponti, italienischer Produzent († 2007)
- 13. Dezember: Dušan Antonijević, jugoslawischer Schauspieler († 1986)
- 30. Dezember: Nancy Coleman, US-amerikanische Schauspielerin († 2000)

## Gestorben
- 1. Juli: Harriet Quimby, US-amerikanische Flugpionierin und Drehbuchautorin (* 1875)